# Atherix peringueyi
Atherix peringueyi är en tvåvingeart som först beskrevs av Mario Bezzi 1926.  Atherix peringueyi ingår i släktet Atherix och familjen bäckflugor. Inga underarter finns listade i Catalogue of Life.